# Villamée
Villamée est une commune française située dans le département d'Ille-et-Vilaine en région Bretagne, peuplée de 291 habitants.

## Géographie

### Communes limitrophes
| Saint-Georges-de-Reintembault | Mellé    |                    |
| Poilley                       | Villamée | Louvigné-du-Désert |
| Le Châtellier                 | Parigné  |                    |

### Hydrographie
Pour un article plus général, voir Réseau hydrographique d'Ille-et-Vilaine.
La commune est traversée par la ligne de partage des eaux entre les bassins hydrographiques Seine-Normandie et Loire-Bretagne. Elle est drainée par le Beuvron, le ruisseau du Gue Husson, le fossé 01 de la Grande Bouvrie, le fossé 01 de la Piltais, le ruisseau de Guernais, le ruisseau de la Hurlais, le ruisseau de la Rue d'Enfer et le ruisseau de Montbrouault,,.
Le Beuvron, d'une longueur de 31 km, prend sa source dans la commune de Parigné et se jette  dans la Sélune à Ducey-Les Chéris, après avoir traversé onze communes. 

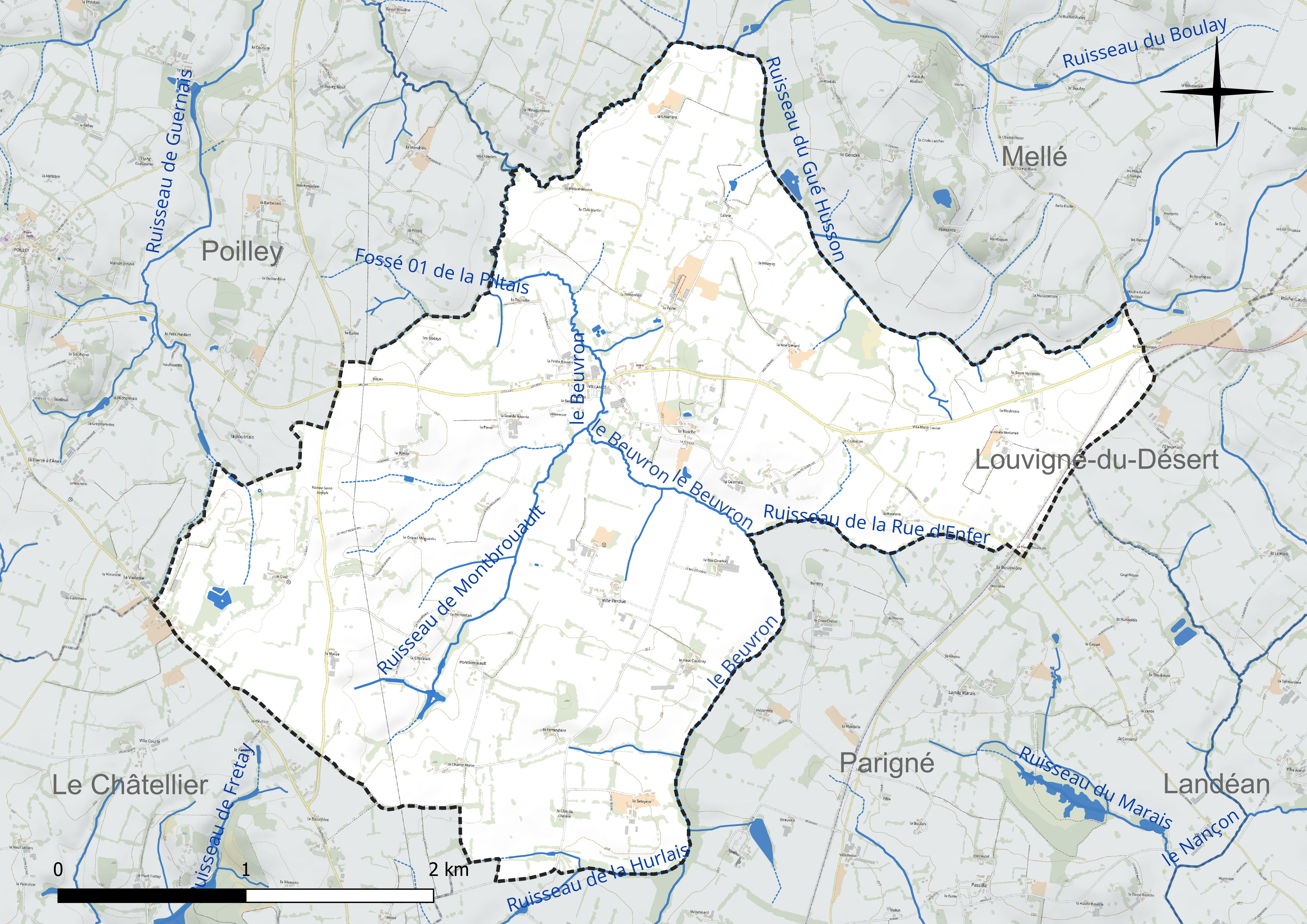
Réseau hydrographique de Villamée.

### Climat
Pour des articles plus généraux, voir Climat de la Bretagne et Climat d'Ille-et-Vilaine.
En 2010, le climat de la commune est de type climat océanique franc, selon une étude du CNRS s'appuyant sur une série de données couvrant la période 1971-2000. En 2020, Météo-France publie une typologie des climats de la France métropolitaine dans laquelle la commune est exposée à un climat océanique et est dans la région climatique  Bretagne orientale et méridionale, Pays nantais, Vendée, caractérisée par une faible pluviométrie en été et une bonne insolation. Parallèlement l'observatoire de l'environnement en Bretagne publie en 2020 un zonage climatique de la région Bretagne, s'appuyant sur des données de Météo-France de 2009. La commune est, selon ce zonage, dans la zone « Intérieur Est », avec des hivers frais, des étés chauds et des pluies modérées.  
Pour la période 1971-2000, la température annuelle moyenne est de 10,7 °C, avec une amplitude thermique annuelle de 13,1 °C. Le cumul annuel moyen de précipitations est de 921 mm, avec 13,9 jours de précipitations en janvier et 8,3 jours en juillet. Pour la période 1991-2020, la température moyenne annuelle observée sur la station météorologique la plus proche, située sur la commune de Louvigné-du-Désert à 8 km à vol d'oiseau, est de 11,1 °C et le cumul annuel moyen de précipitations est de 941,3 mm,. Pour l'avenir, les paramètres climatiques de la commune estimés pour 2050 selon différents scénarios d'émission de gaz à effet de serre sont consultables sur un site dédié publié par Météo-France en novembre 2022.

## Urbanisme

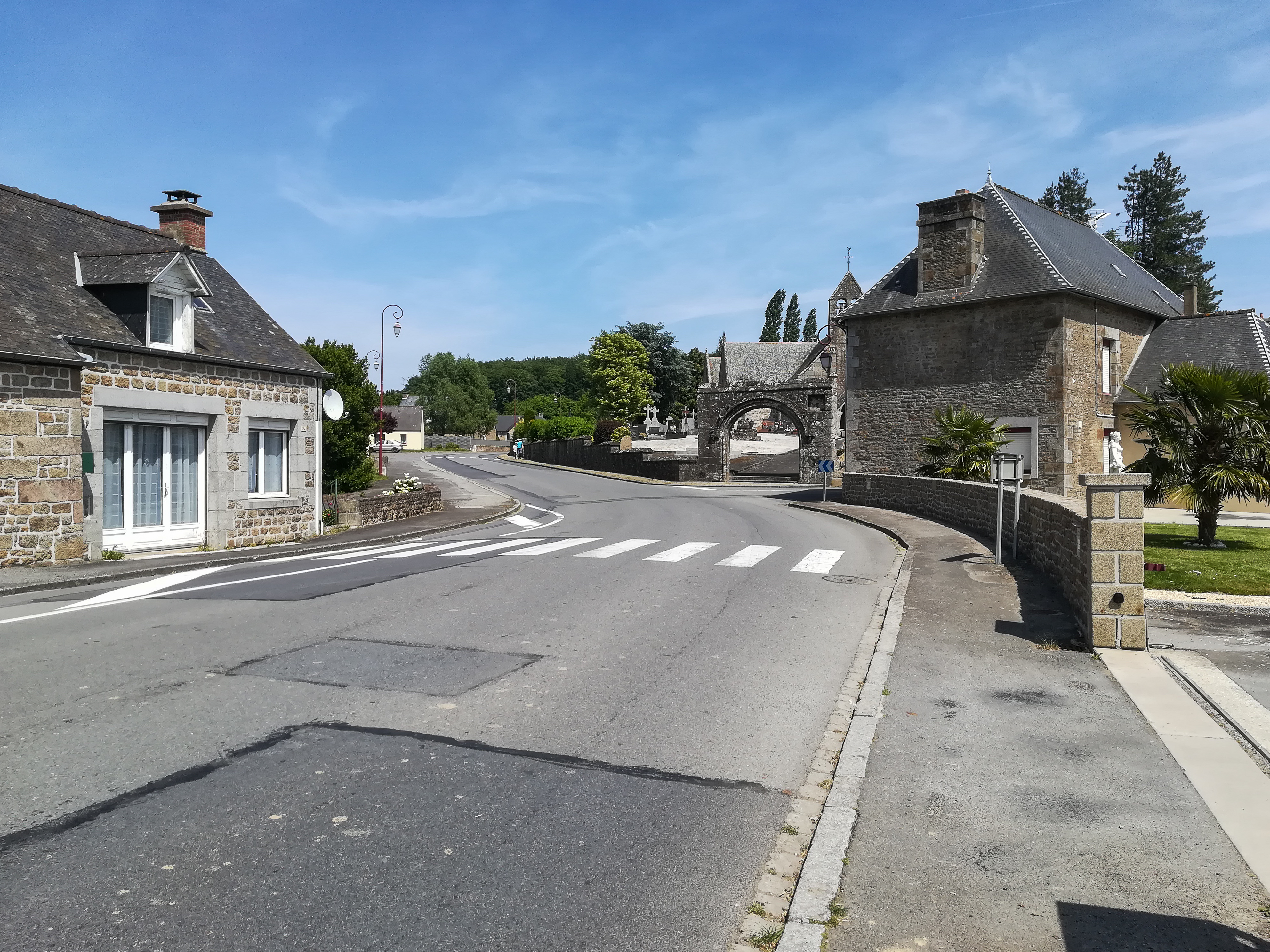
L'avenue des Portes de Bretagne.
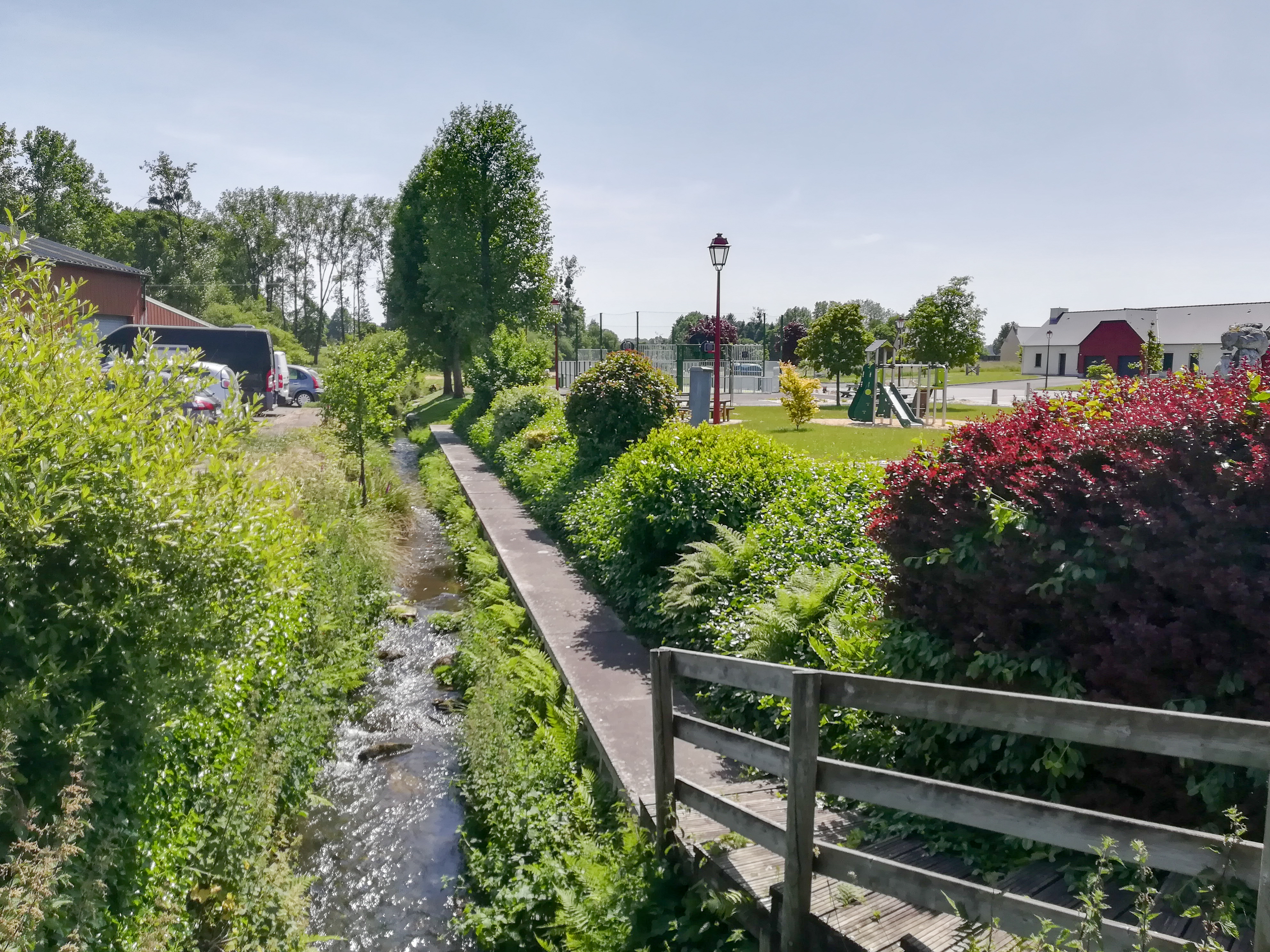
Le Beuvron dans le bourg.
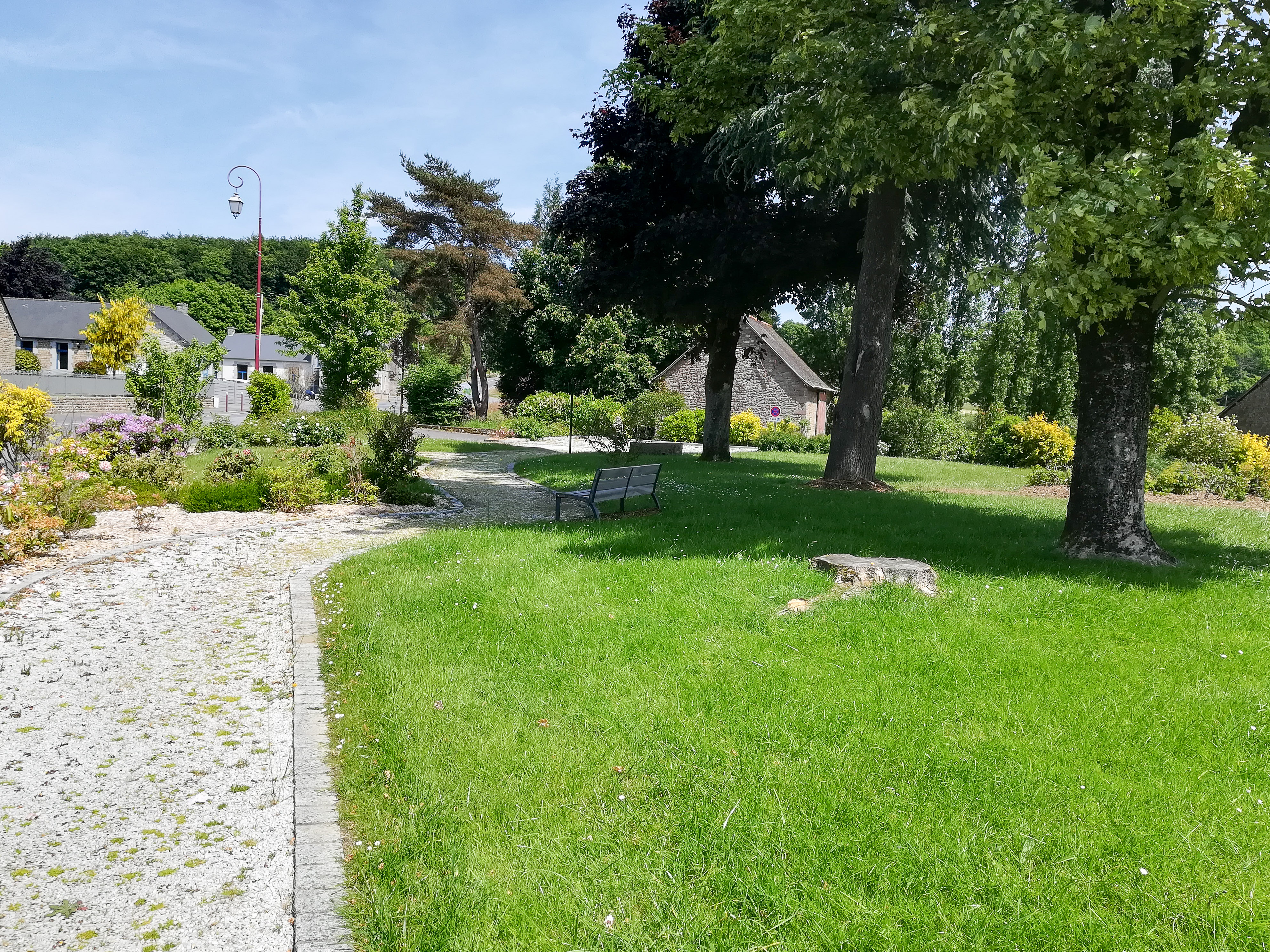
Le jardin du Prieuré.

### Typologie
Au 1er janvier 2024, Villamée est catégorisée commune rurale à habitat très dispersé, selon la nouvelle grille communale de densité à sept niveaux définie par l'Insee en 2022.
Elle est située hors unité urbaine. Par ailleurs la commune fait partie de l'aire d'attraction de Fougères, dont elle est une commune de la couronne,. Cette aire, qui regroupe 26 communes, est catégorisée dans les aires de 50 000 à moins de 200 000 habitants,.

### Occupation des sols
L'occupation des sols de la commune, telle qu'elle ressort de la base de données européenne d'occupation biophysique des sols Corine Land Cover (CLC), est marquée par l'importance des territoires agricoles (100 % en 2018), une proportion identique à celle de 1990 (100 %). La répartition détaillée en 2018 est la suivante : 
prairies (52,6 %), zones agricoles hétérogènes (45,5 %), terres arables (2 %). L'évolution de l'occupation des sols de la commune et de ses infrastructures peut être observée sur les différentes représentations cartographiques du territoire : la carte de Cassini (XVIIIe siècle), la carte d'état-major (1820-1866) et les cartes ou photos aériennes de l'IGN pour la période actuelle (1950 à aujourd'hui).

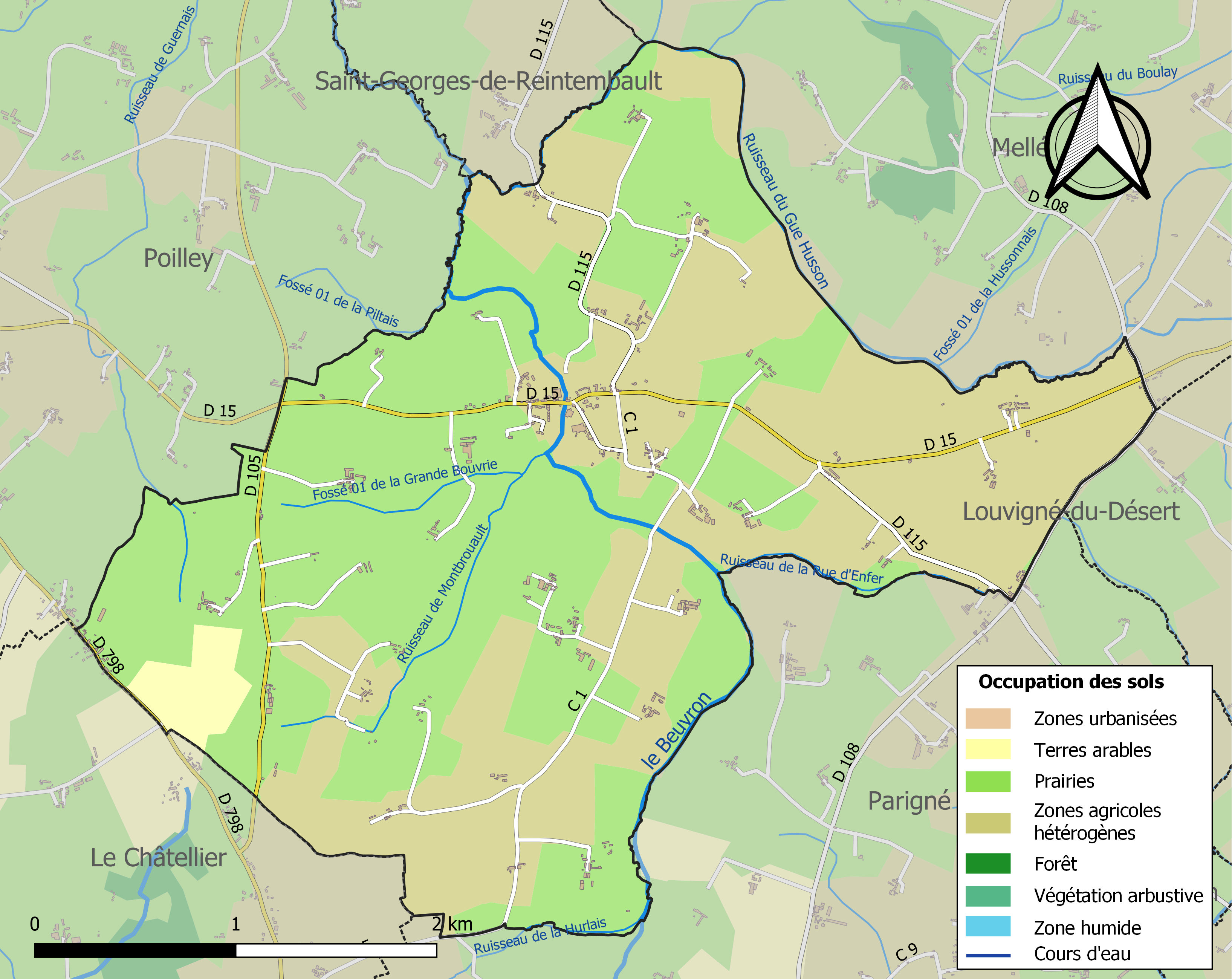
Carte des infrastructures et de l'occupation des sols de la commune en 2018 (CLC).

## Toponymie
Le nom de la localité est attesté sous les formes Villa Amois en 990, Villa Maris en 1234, Villamer en 1364.
Villamée dérive de villa Armoy, de l'anthroponyme Armoy et du latin villa, « domaine rural », francisé en Villamer, puis Villamée.

## Politique et administration

### Liste des maires
| Période                                  | Période                  | Identité         | Étiquette | Qualité           |
| ---------------------------------------- | ------------------------ | ---------------- | --------- | ----------------- |
| Les données manquantes sont à compléter. |                          |                  |           |                   |
| ?                                        | ?                        | Pierre Langlois  |           | Réélu en 1977     |
| ?                                        | 1986 (décès)             | Emmanuel Roussel |           |                   |
| 1986                                     | mars 2008                | Victor Adelisse  | SE        | Artisan granitier |
| mars 2008                                | mars 2014                | Isidore Leprieur | DVD       | Chef d'entreprise |
| mars 2014                                | octobre 2016 (démission) | Daniel Courtois  | SE        | Retraité          |
| 3 novembre 2016                          | En cours                 | Laurence Chérel  |           | Aide-soignante    |

### Jumelages
Avec les sept autres communes du canton de Louvigné-du-Désert, aujourd'hui dissous, Villamée est jumelée avec :
- Burnham-on-Sea and Highbridge (Royaume-Uni) depuis 2000.

## Population et société

### Démographie
L'évolution du nombre d'habitants est connue à travers les recensements de la population effectués dans la commune depuis 1793. Pour les communes de moins de 10 000 habitants, une enquête de recensement portant sur toute la population est réalisée tous les cinq ans, les populations de référence des années intermédiaires étant quant à elles estimées par interpolation ou extrapolation. Pour la commune, le premier recensement exhaustif entrant dans le cadre du nouveau dispositif a été réalisé en 2004.
En 2022, la commune comptait 291 habitants, en évolution de −8,2 % par rapport à 2016 (Ille-et-Vilaine : +5,46 %, France hors Mayotte : +2,11 %).
| 1793 | 1800 | 1806 | 1821 | 1831 | 1836 | 1841 | 1846 | 1851 |
| ---- | ---- | ---- | ---- | ---- | ---- | ---- | ---- | ---- |
| 795  | 732  | 770  | 634  | 658  | 749  | 715  | 759  | 730  |

| 1856 | 1861 | 1866 | 1872 | 1876 | 1881 | 1886 | 1891 | 1896 |
| ---- | ---- | ---- | ---- | ---- | ---- | ---- | ---- | ---- |
| 703  | 662  | 653  | 600  | 623  | 617  | 597  | 621  | 594  |

| 1901 | 1906 | 1911 | 1921 | 1926 | 1931 | 1936 | 1946 | 1954 |
| ---- | ---- | ---- | ---- | ---- | ---- | ---- | ---- | ---- |
| 591  | 581  | 521  | 490  | 513  | 511  | 476  | 514  | 516  |

| 1962 | 1968 | 1975 | 1982 | 1990 | 1999 | 2004 | 2006 | 2009 |
| ---- | ---- | ---- | ---- | ---- | ---- | ---- | ---- | ---- |
| 490  | 470  | 417  | 377  | 334  | 314  | 322  | 317  | 326  |

| 2014 | 2019 | 2022 | - | - | - | - | - | - |
| ---- | ---- | ---- | - | - | - | - | - | - |
| 317  | 306  | 291  | - | - | - | - | - | - |

## Culture locale et patrimoine

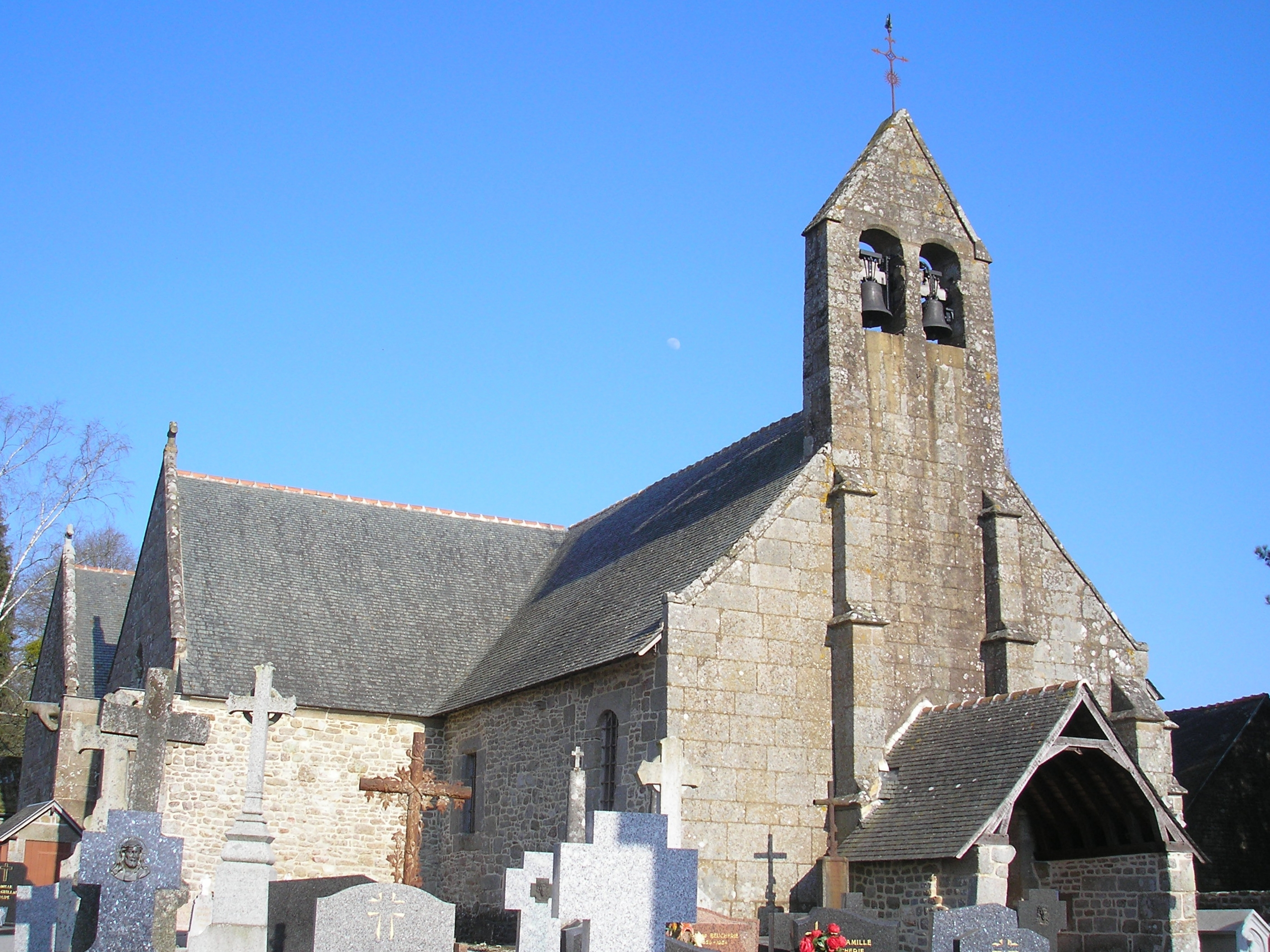
L'église Saint-Martin.

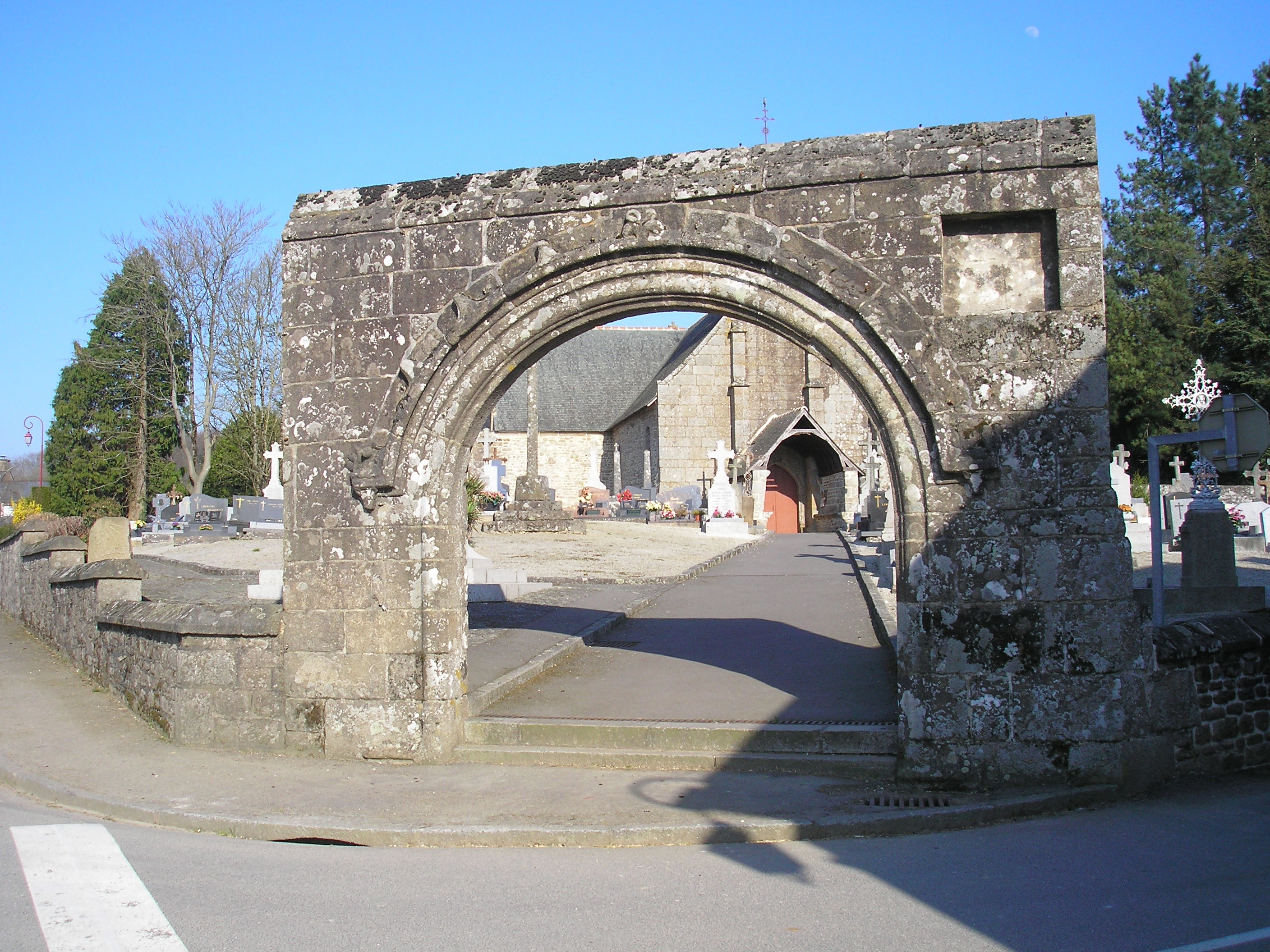
La porte du cimetière.

### Lieux et monuments
- Église Saint-Martin (XIe, XVIe et XVIIe siècles), son porche (XVIe siècle) et son enclos paroissial. L'église et la porte du cimetière font l'objet d'une inscription au titre des Monuments historiques depuis le 5 novembre 1926[31].
- Manoir du Haut-Coudray (XVIIe siècle).

### Héraldique
| Blason de Villamée | Blason  | D'or à la croix ancrée de gueules. |
| Blason de Villamée | Détails |                                    |